# Oruza fulviplaga
Oruza fulviplaga là một loài bướm đêm trong họ Erebidae.